# الیاس مونیوس
الیاس مونیوس (اسپانیایی: Elías Muñoz‎؛ زادهٔ ۳ نوامبر ۱۹۴۱) بازیکن فوتبال اهل مکزیک بود.
از باشگاه‌هایی که در آن بازی کرده‌است می‌توان به باشگاه فوتبال اونیورسیداد ناسیونال اشاره کرد.
وی همچنین در تیم ملی فوتبال مکزیک بازی کرده‌است.